# Paz blanca
El término paz blanca (en francés: paix blanche) designa un tipo de paz sin vencedores ni vencidos, es decir, sin anexiones territoriales y sin reparaciones de guerra.
Un proyecto de paix blanche fue muy especialmente discutido por los socialistas que participaron en las conferencias organizadas en Suiza, en Zimmerwald (5-8 de septiembre de 1915) y en Kienthal (24-30 de abril de 1916).
Si bien en esas reuniones, una minoría encabezada por Lenin quería transformar la « guerra imperialista » en « guerra revolucionaria » y así fundar una nueva Internacional, la mayoría se pronunció en favor de una "paz blanca". La situación cambió especialmente en 1917, pues las cuestiones económicas y militares se degradaron y agudizaron, y en el seno de los diferentes partidos socialistas ganaron audiencia posiciones más cercanas tanto a la Union sacrée como a la de los trabajadores de los países más involucrados con la guerra.